# مسلم بن خالد الزنجي
مسلم بن خالد الزنجي كان مفتي مكة. وعليه تتلمذ محمد بن إدريس الشافعي في صباه. هو الإمام فقيه مكة أبو خالد مسلم بن خالد المخزومي الزنجي المكي مولى بني مخزوم. ولد سنة مائة، أو قبلها بيسير.

## روايته للحديث
- حدث عن ابن أبي مليكة وعمرو بن دينار وابن شهاب الزهري وأبي طوالة وزيد بن أسلم وابن جريح عتبة بن مسلم وعبد الله بن كثير الداري نقل عنه الحروف.
- روى عنه هذه القراءة الإمام الشافعي ولازمه وتفقه به حتى أذن له في الفتيا. وحدث عنه هو والحميدي ومسدد بن مسرهد، والحكم بن موسى، ومروان بن محمد، وإبراهيم بن موسى الفراء، وهشام بن عمار، وجماعة.
- قال يحيى بن معين: ليس به بأس. وقال البخاري: منكر الحديث. وقال أبو حاتم الرازي: لا يحتج به. وقال ابن عدي: حسن الحديث، أرجو أنه لا بأس به. وقال أبو داود: ضعيف. بعض النقاد يرقي حديث مسلم إلى درجة الحسن. قال سويد بن سعيد : سمي الزنجي لسواده. كذا قال: وخالفه ابن سعد وغيره، فقالوا: كان أشقر، وإنما لقب بالزنجي بالضد. قال أحمد الأزرقي: كان فقيها عابدا يصوم الدهر. وتفقه بابن جريج. قال إبراهيم الحربي: كان فقيه مكة، وكان أشقر مثل البصلة. وقال ابن أبي حاتم: إمام في العلم والفقه، كان أبيض بحمرة، ولقب بالزنجي لحبه للتمر. قالت له جاريته: ما أنت إلا زنجي،

مات سنة ثمانين ومائة.